# エーオース
エーオース（古代ギリシア語、イオニア方言: Ἠώς, Ēōs）またはヘオース（アッティカ方言: Ἑώς, Heōs）は、ギリシア神話に登場する暁の女神である。その名は古典ギリシア語で「暁」を意味し、暁の神格化である。ティーターンの系譜に属し、様々な恋の物語が彼女をめぐって存在する。聖鳥、聖虫は雄鶏、蝉。日本語では長母音を省略してエオスとも呼ぶ。

## 概説
エーオースはその名の通り、暁の女神である。ティーターンであるヒュペリーオーンとテイアー女神のあいだに生まれた。兄弟には、同じく自然現象や天体の神格化と言える、ヘーリオス（太陽）とセレーネー（月）がいる。また、同じくティーターンの系譜にあるアストライオスとの間で、三柱のアネモイ（風）、すなわちゼピュロス（西風・春風）、ボレアース（北風）、ノトス（南風）、そしてすべての星々を生んだとされる。

## 神話

### ティートーノスとの恋と定め

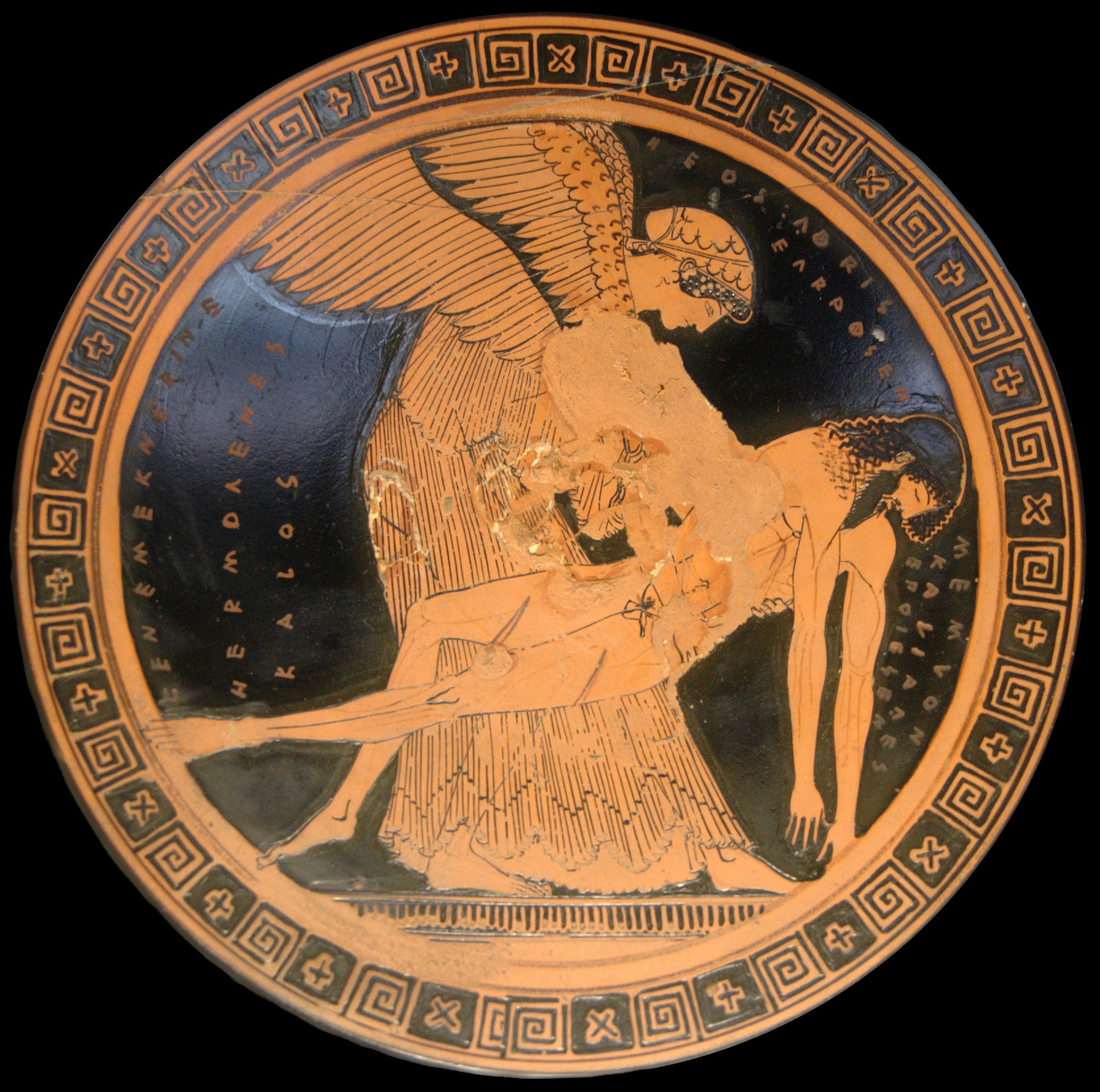
メムノーンを抱き上げるエーオースを描いたアッティカの赤絵式杯。紀元前490年-480年頃（ルーヴル美術館蔵）

エーオースはイーリオス王ラーオメドーンの子ティートーノスとの間に、英雄メムノーンとエーマティオーンをもうけた。エーマティオーンはヘーラクレースに討たれた。メムノーンは、父ティートーノスがイーリオス王プリアモスの兄弟だったため、エチオピア勢を率いてトロイア戦争に参加した。

### オーリーオーンとの恋
オーリーオーンに恋をしたエーオースはその当時盲目であった彼の目を兄であるヘーリオスに治してもらう。その後、晴れてオーリーオーンと恋仲となったエーオースだったが、彼と会いたいがために自身の仕事を早く切り上げるようになったため、その交際中、夜明けの時間が短くなってしまったという。

## ローマ神話での対応と別名
ローマ神話では、アウローラ（ラテン語: Aurōra）が対応する女神である。
アッティカ方言では、ヘオースというが、これも「暁」の意である。叙事詩での定型修飾称号に、「薔薇色の指持つ（古代ギリシャ語: ῥοδοδάκτυλος, ラテン文字転写: rhododaktylos）」や「黄金の腕持つ」あるいは「黄金の御座にまします（古代ギリシャ語: χρυσόθρονος, ラテン文字転写: khrysothronos）」などがある。ἠριγένεια Ἠώς（エーリゲネイア・エーオース）とは「早きに生まれた暁」の意味である。ホメーロスは«ῥοδοδάκτυλος Ἠώς»すなわち「薔薇色の指もてる暁が」と述べる。こうして、ホメーロスなどの叙事詩では、一日の記述が「ばら色の指をした暁の女神エーオース」などの表現ではじまる。

## ギャラリー

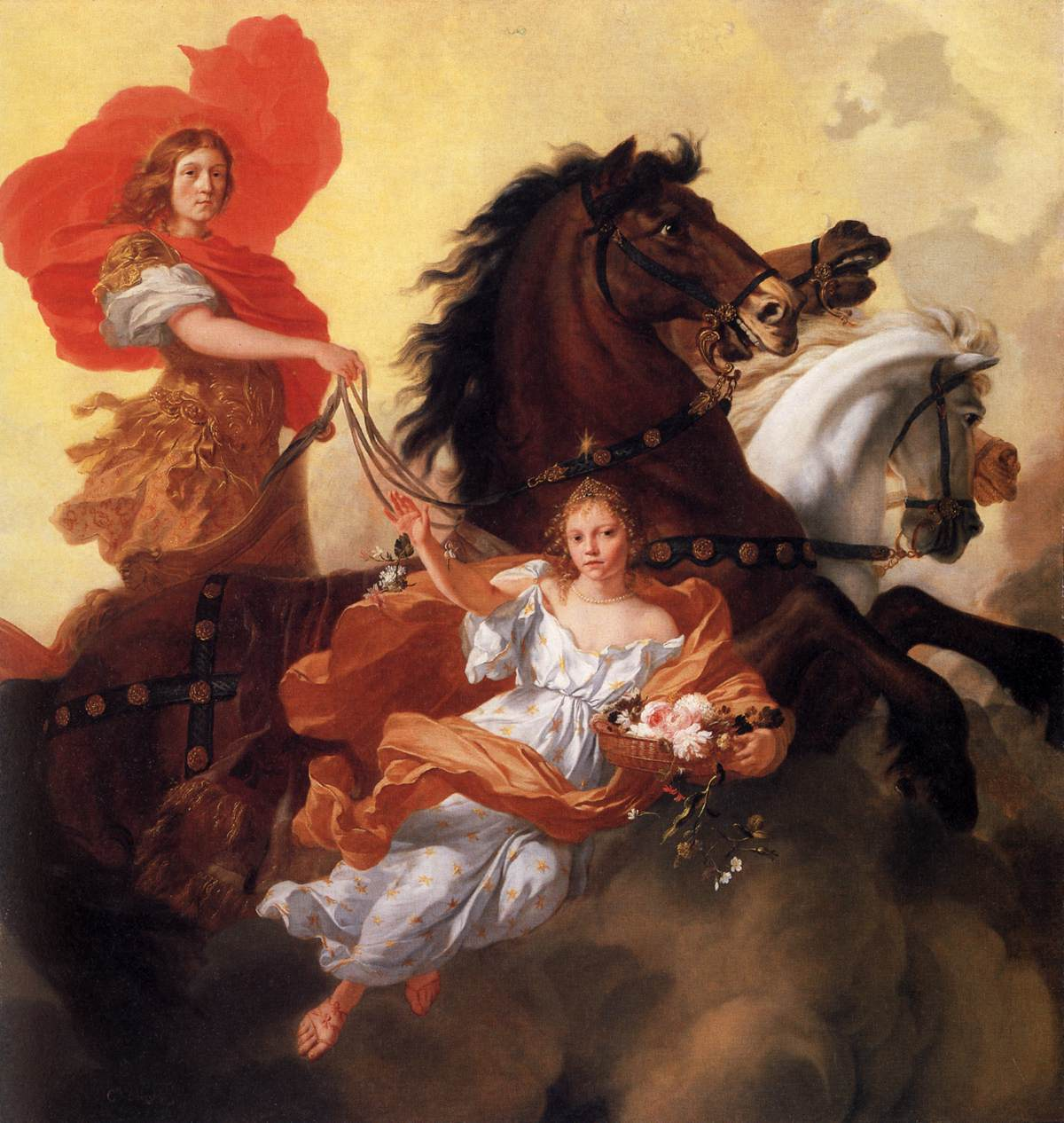
ヘラルト・デ・ライレッセ『アポロとアウロラ』（1671年） メトロポリタン美術館所蔵
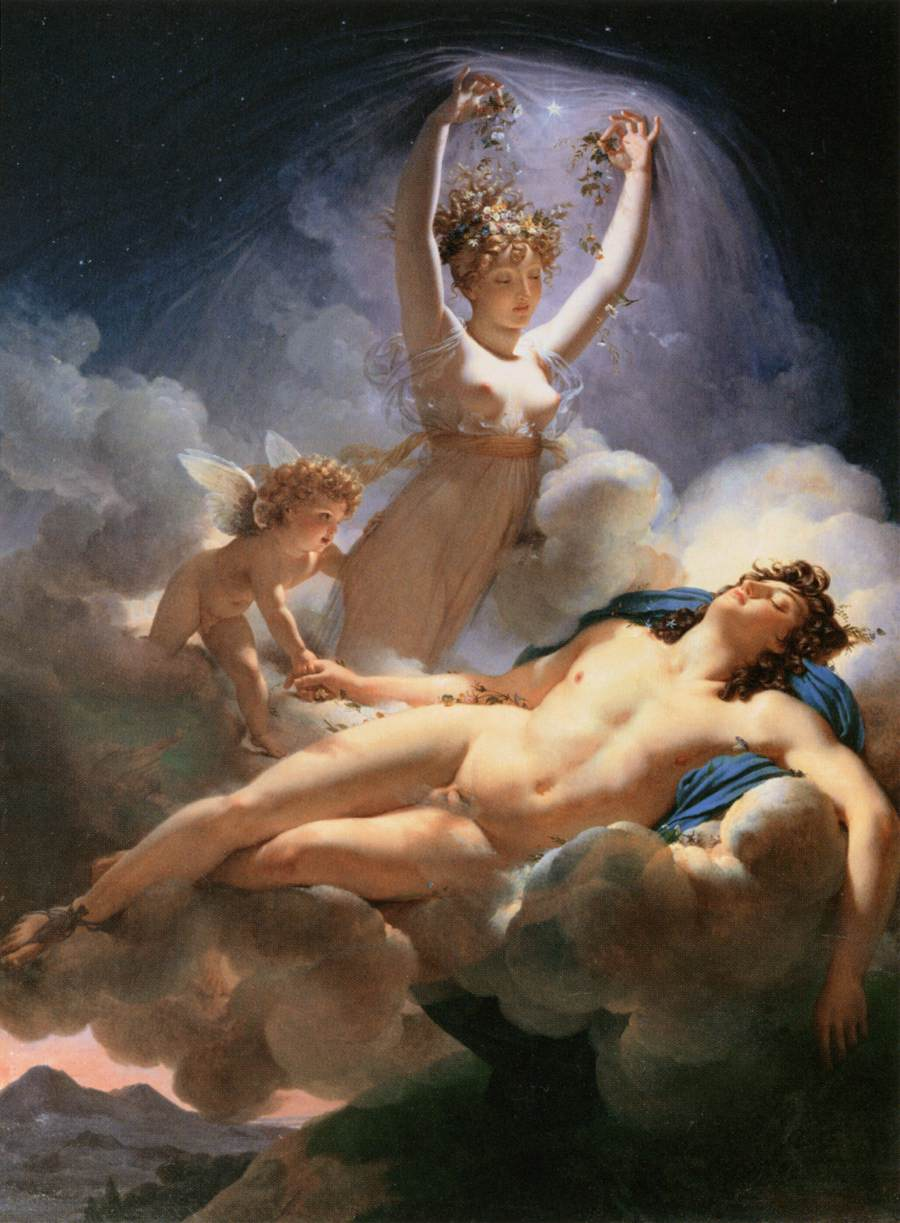
ピエール＝ナルシス・ゲラン『アウロラとケパロス』（1810年） ルーヴル美術館所蔵
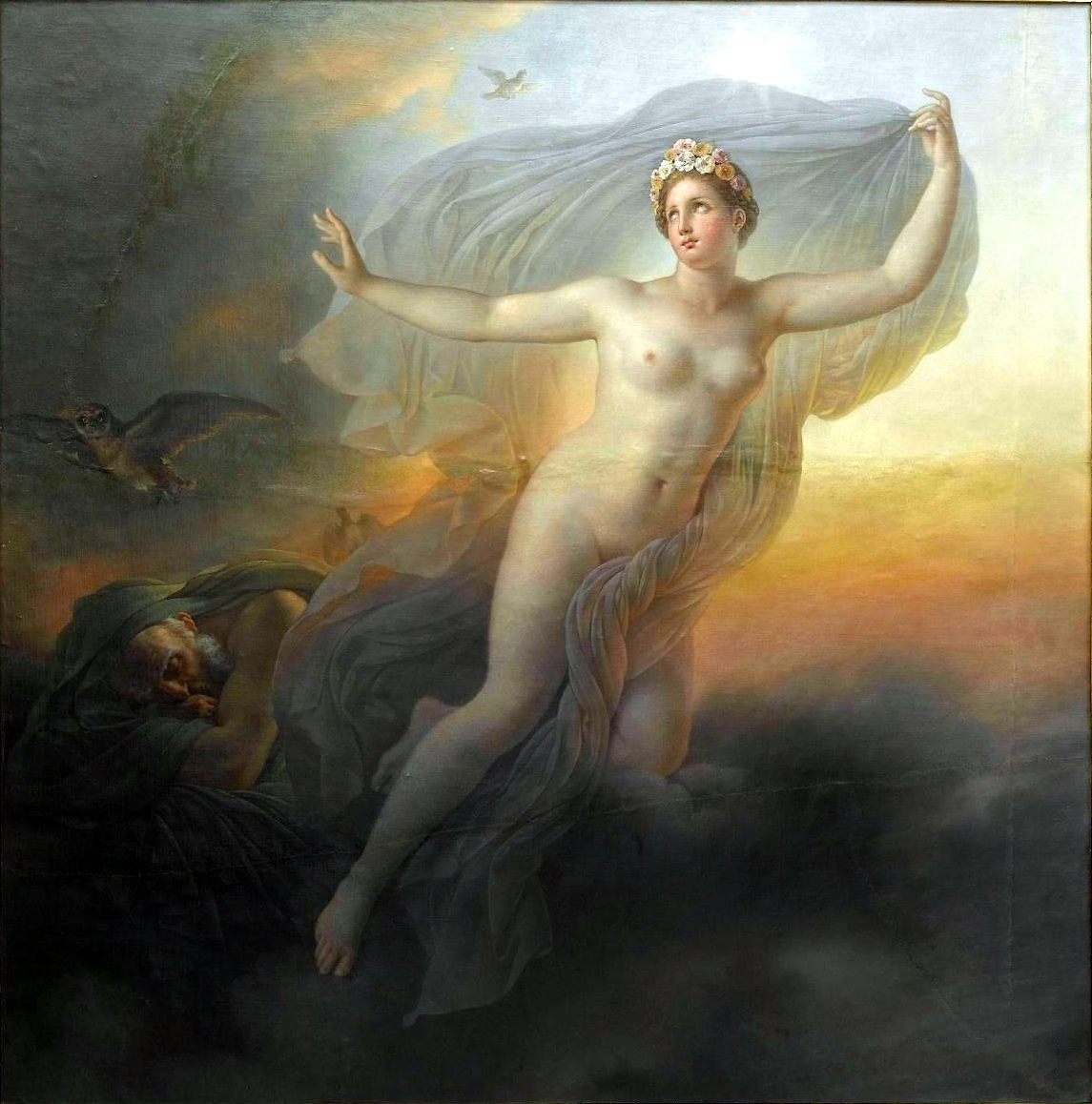
アンヌ＝ルイ・ジロデ＝トリオソン『アウロラ』（1814-1815年頃） コンピエーニュ城（英語版）所蔵
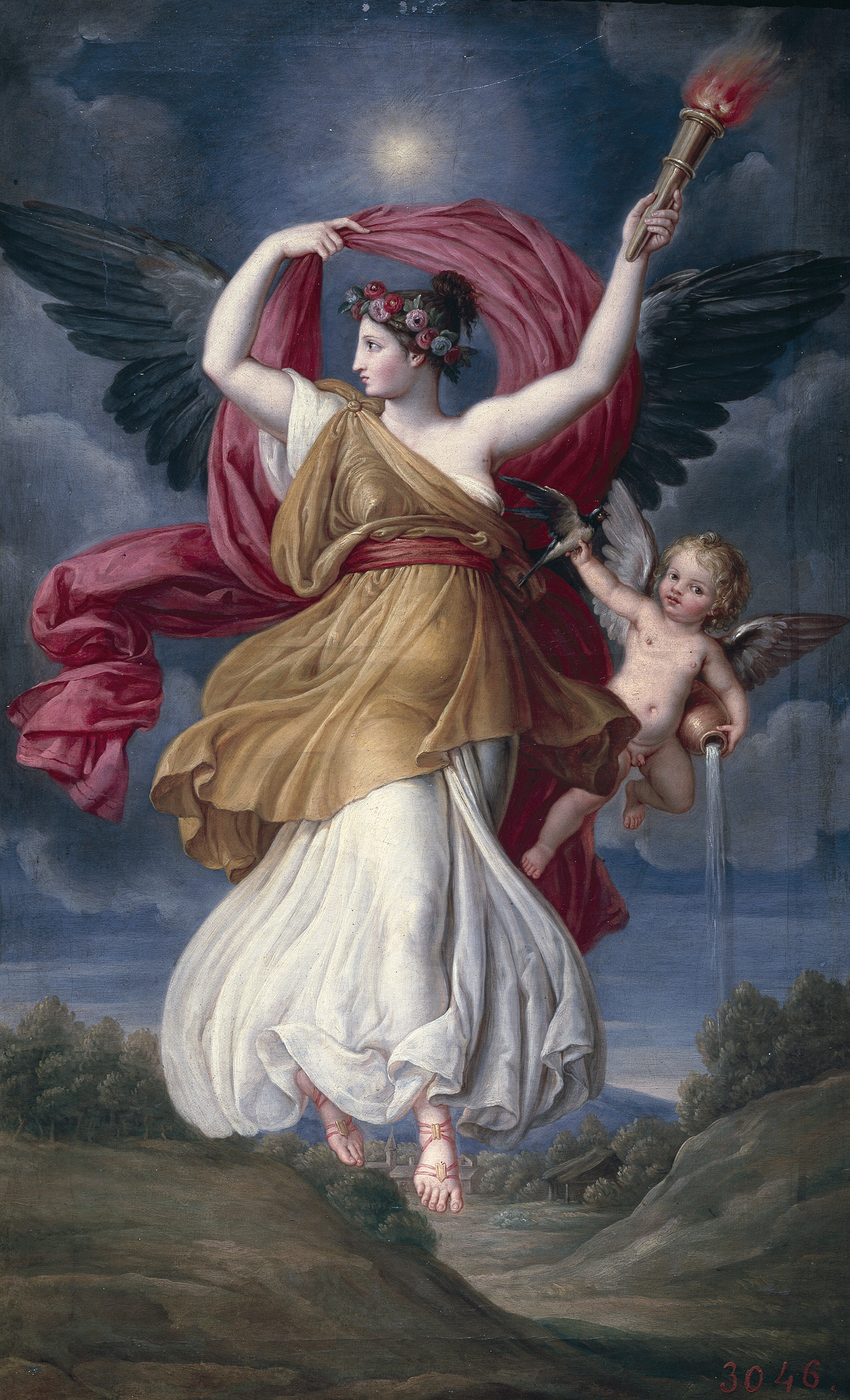
フアン・アントニオ・リベーラ『アウロラ』（1819年） プラド美術館所蔵
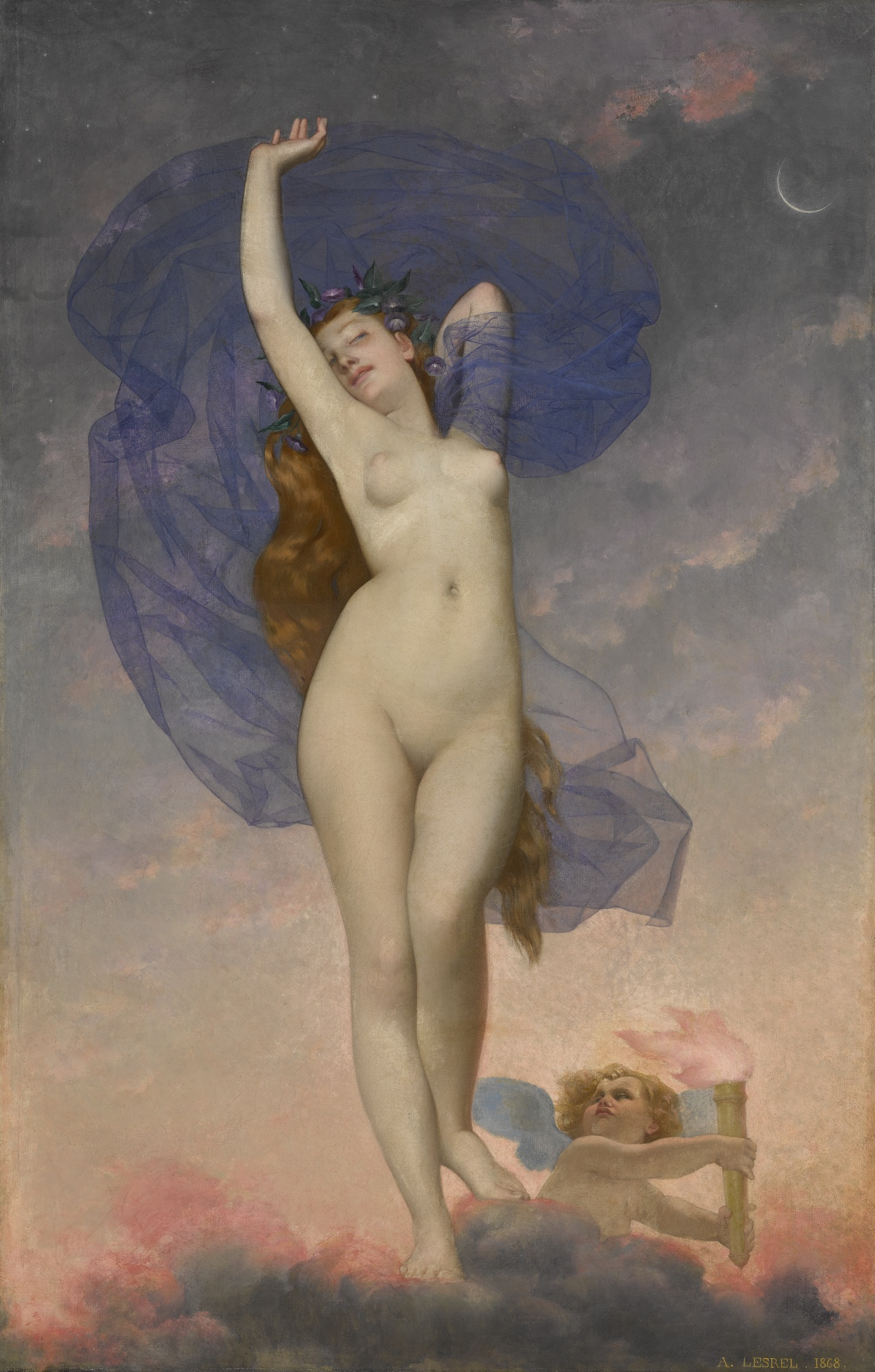
アドルフ・アレクサンドル・レスレル『アウロラ』（1868年） 個人所蔵
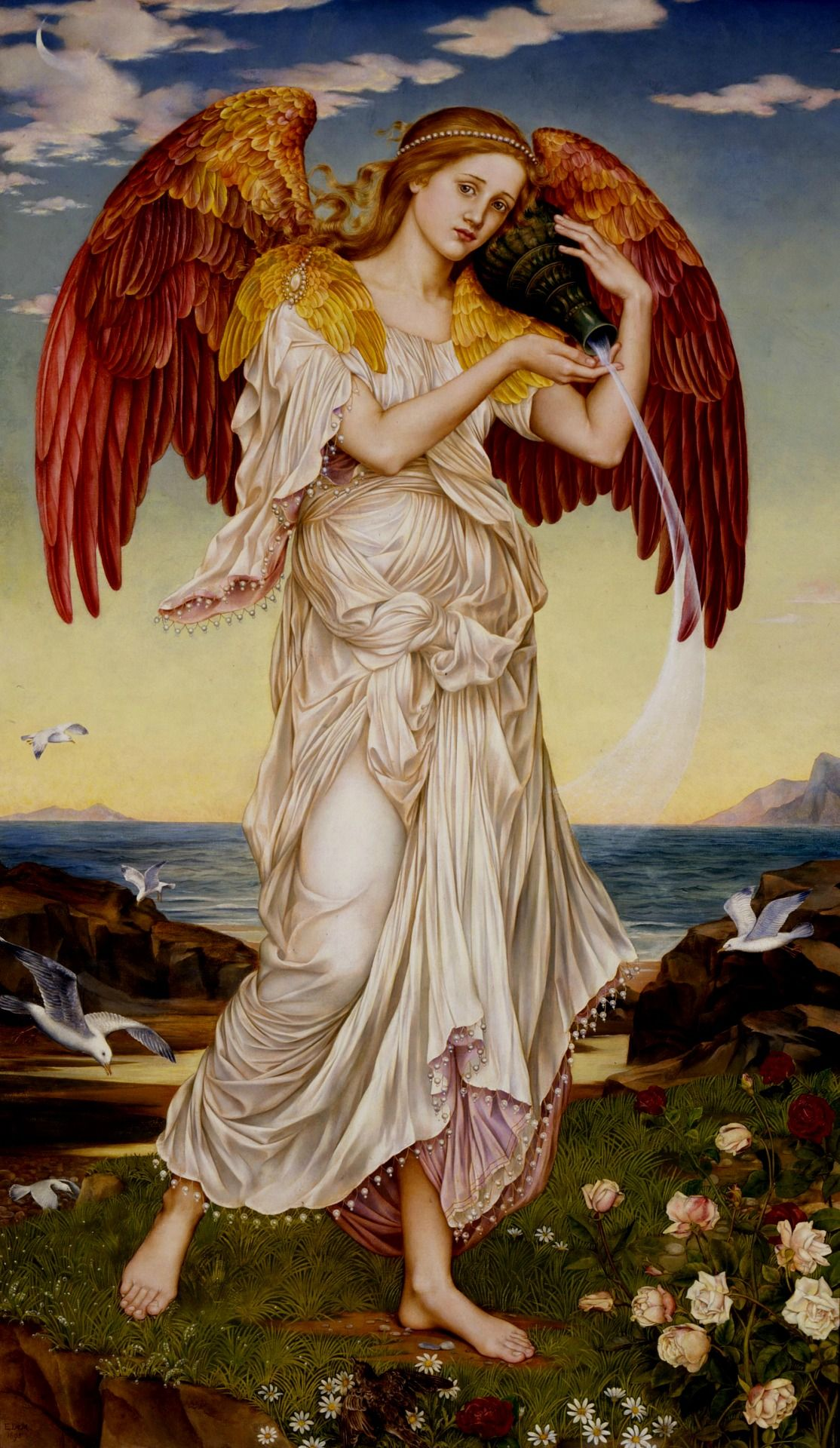
イーヴリン・ド・モーガン『エオス』（1895年） コロンビア美術館所蔵

## 参考書籍
- アポロドーロス『ギリシア神話』高津春繁訳、岩波文庫（1953年）
- ヘシオドス『神統記』廣川洋一訳、岩波文庫（1984年）
- 呉茂一『ギリシア神話』、新潮社（1956年）
- 高津春繁『ギリシア・ローマ神話辞典』、岩波書店（1960年）
- フェリックス・ギラン『ギリシア神話』中島健訳、青土社（1991年）